# Кэлли-Джо
Кэ́лли-Джо (англ. Cally-Jo; род. 20 апреля 1989; Саутгемптон, Великобритания) — популярная британская художница и тату-мастерица. Её тату-проекты были представлены в журналах и рекламных кампаниях. Она сделала татуировки для множества знаменитостей, в том числе певице Рианна и актрисе Сиенна Миллер.

## Биография
Выросла в городе Ширли в Англии. Обучалась изобразительному искусству в школе «Winchester School of Art», закончив её в 2011 году. Обучение татуировке начала в 2012 году.

## Карьера
В 2012 году Кэлли-Джо начала изучение татуировке в тату-салоне «Love Hate Social Club» в Лондоне. После этого работала с Лалом Харди (англ. Lal Hardy) в «New Wave Tattoo Studio» на севере Лондона.
В 2013 году Кэлли-Джо отправилась в Доминиканскую республику, чтобы создать татуировку в стиле мехенди на руке певицы Рианны.
В 2014 году она сотрудничала с Lal Hardy, создав дизайн микрофона 50-х годов с крыльями на ограниченном тираже телефона HTC One (M8), который был присужден финалистам на британской музыкальной церемонии награждения MOBO.
Кэлли-Джо была участницей выставки «The 100 Hands Projects». Выставка была представлена в национальном морском музее в Корнуолле, Великобритания. Выставка демонстрирует около ста силиконовых рук, которые «забиты» татуировками от ста тату-художников, работающих в Англии.
В 2016 году Кэлли сотрудничала с кампанией «Coffee Vs Gangs», которая была основана компанией «Kenco». Татуировки символизируют преступную жизнь в Гондурасе, члены банды используют специальные символы татуировки, чтобы идентифицировать свою преданность определённым бандам. Компания поручила Калли-Джо создать оригинальное произведение, которое отражает богатую символику татуировок, но также затрагивает надежный потенциал кофейного хозяйства как альтернативы жизни банды. Этот проект привлек внимание прессы, а также визит посла Гондураса.
В 2017 году Кэлли-Джо снялась в 1 и 2 сезоне в MTV-шоу «Just Tattoo of Us».